# 天津神・国津神
天津神・国津神（あまつかみ・くにつかみ）は、日本神話に登場する神の分類である。
天津神は高天原にいる神々、または高天原から天降った神々の総称。国津神は地（葦原中国）に現れた神々の総称とされている。

## 概要
日本神話において、国津神がニニギを筆頭とする天津神に対して国土（葦原中国）の移譲を受け入れたことを国譲りとして描かれている。これはヤマト王権によって平定された地域の人々（蝦夷、隼人など）が信仰していた神が国津神に、ヤマト王権の皇族や有力な氏族が信仰していた神が天津神になったものと考えられる。国津神については、記紀に取り入れられる際に変容し、本来の伝承が残っていないものも多い。日本書紀ではある文（『日本書紀』の大半の巻に「一書曰」「或本云」など）として伝承等を引用しているが、その元の記録文書は後世では失われた。
「つ」は、上代日本語の格助詞で、現代語の「の」のことで、天の神・国の神という意味であり、「天つ神」、「国つ神」と表記することもある。
漢字で天津神を「天神」（てんじん）、国津神を「地祇」（ちぎ）とも言い、併せて「天神地祇」（てんじんちぎ）、略して「神祇」（じんぎ）とも言う。「天神地祇」「神祇」という呼称は中国の古典に見え、それが出典という説が存在するが、日本のものとは概念が全く異なる別ものという異説も提示されている。
また、類似概念に「天地神明」（てんちしんめい）がある。
なお高天原から神逐されたスサノオや、その子孫である大国主などは国津神とされている。

## 主要な神々

### 天津神
- 別天津神
  - 造化三神…天之御中主神、高皇産霊神、神産巣日神
  - 宇摩志阿斯訶備比古遅神、天之常立神
- 神世七代
  - 国之常立神、豊雲野神、宇比地邇神・須比智邇神、角杙神・活杙神、意富斗能地神・大斗乃弁神、淤母陀琉神・阿夜訶志古泥神、伊邪那岐神・伊邪那美神
- 主宰神
  - 天照大御神
- その他
  - 少名毘古那神、天忍穂耳命、邇邇芸命、思金神、建御雷神、天手力男神、天児屋命、天宇受売命、玉屋命、布刀玉命、天若日子、天之菩卑能命など

### 国津神
- 主宰神
  - 大国主神
- 大国主の御子神
  - 阿遅鉏高日子根神、下照比売、事代主、建御名方神、木俣神、鳥鳴海神
- 大国主の配偶神
  - 須勢理毘売命、八上比売、沼河比売、多紀理毘売命、神屋楯比売命、鳥取神
- その他
  - 椎根津彦、須佐之男命、櫛名田比売、大物主神、久延毘古、多邇具久、大綿津見神、大山津見神、宇迦之御魂、大年神、木花之佐久夜毘売、玉依比売、豊玉毘売、八束水臣津野命、多紀理毘売命、市寸島比売命、多岐都比売命、伊勢津彦、洩矢神、千鹿頭神など

## 資料
- 薗田稔 茂木栄 『日本の神々の事典 神道祭祀と八百万の神々』 学研
- 戸部民夫  『八百万の神々 日本の神霊たちのプロフィール』 新紀元社
- 藤巻一保  『古事記外伝 正史から消された神話群』 学研
- 菅田正昭  『面白いほどよくわかる神道のすべて』 日本文芸社
- 山折哲雄 田中治郎 『面白いほどよくわかる日本の神様 古事記を彩る神々の物語を楽しむ』 日本文芸社
- 山北篤  『東洋神名事典』 新紀元社
- 窪徳忠 『庚申信仰の研究-日中宗教文化交渉史』 日本学術振興会　昭和36年